# Pétanque aux Jeux africains de 2015
Les compétitions de pétanque sont introduites pour la première fois aux Jeux africains lors de la 11e édition des Jeux africains. Elles ont lieu à Kintélé à Brazzaville en République du Congo du 5 au 9 septembre 2015. Deux épreuves figurent au programme, une individuelle et une par équipes. La compétition féminine est annulée en raison du nombre réduit des équipes participantes.

## Médaillés
| Épreuve          | Or                       | Argent                                         | Bronze |
| ---------------- | ------------------------ | ---------------------------------------------- | --- |
| Tir de précision | François N'Diaye         | Chabrol Binguila                               | Ibrahim Atano Abdoulaye Camara                                                                                               |
| Triplettes       | Sénégal François N'Diaye | Bénin, Ligali Latédjou Issaka Razac Marcel Bio | Burkina Faso Nestor Zoromé Moustapha Baguian Raphaël Kiéma Algérie Mohamed Sif Islem belhouchet Fayçal Oughlissi Ahmed Ziadi |

## Tableau des médailles
| Rang  | Nation              | Or | Argent | Bronze | Total |
| ----- | ------------------- | -- | ------ | ------ | ----- |
| 1     | Sénégal             | 2  | 0      | 0      | 2     |
| 2     | Bénin               | 0  | 1      | 0      | 1     |
| 2     | République du Congo | 0  | 1      | 0      | 1     |
| 4     | Algérie             | 0  | 0      | 1      | 1     |
| 4     | Burkina Faso        | 0  | 0      | 1      | 1     |
| 4     | Guinée              | 0  | 0      | 1      | 1     |
| 2     | Niger               | 0  | 0      | 1      | 1     |
| Total | Total               | 2  | 2      | 4      | 8     |

## Équipes participantes
- Algérie
- Bénin
- Burkina Faso
- Djibouti
- Guinée
- Niger
- République du Congo (2 équipes)
- Sénégal
- Tchad